# Bergiaria westermanni
Bergiaria westermanni és una espècie de peix de la família dels pimelòdids i de l'ordre dels siluriformes.

## Hàbitat
És un peix d'aigua dolça i de clima tropical.

## Distribució geogràfica
Es troba a Sud-amèrica: conca del riu Das Velhas (conca del riu São Francisco al Brasil). També és present a l'Argentina.